# Knud Enemark Jensen
För andra betydelser, se Enemark.
Knud Enemark Jensen, född 30 november 1936 i Århus, Danmark, död 26 augusti 1960 i Rom, Italien, var en dansk tävlingscyklist. 
Enemark Jensen deltog vid Olympiska sommarspelen 1960 i Rom, där han var en del av det danska laget på 100 km lagtempo. Laget bestod förutom Enemark Jensen av Vagn Bangsborg, Niels Baunsøe och Jørgen B. Jørgensen. Laget jagade en bronsmedalj när Knud Enemark tio kilometer innan mål ropade till de andra att han var yr. Efter några kilometer började Enemark Jensen att halka efter, och han började plötsligt vingla, tappade farten och svimmade. Några timmar senare dog han på sjukhus utan att komma till medvetande. Från början trodde man att värmen (över 40 grader) och värmeslag var orsaken, men vissa källor säger att obduktion visade spår av amfetamin och att det var den danska tränaren som hade gett Enemark Jensen och några av hans lagkamrater detta före loppet för att förbättra blodcirkulationen. Tidigare i loppet hade också lagkamraten Jørgen B. Jørgensen blivit dålig. Han bröt loppet och fördes till ett sjukhus i Rom, men fick inga allvarliga men. Det har dock aldrig blivit bevisat att han tog amfetamin före loppet, men trots bristen på bevis var det Enemark Jensens död som satte igång kampen mot dopning. Enemark-ärendet var det som fick IOK att reagera på dopingproblemet. 
Enemark Jensen var ett av de danska medaljhoppen i Olympiska sommarspelen 1960 i Rom. Han hade tidigare samma år vunnit Nordiska Mästerskapen och var i formidabel form. Knud Enemark Jensen var då en av dansk cyklings mest lovande, som många förutspådde en fantastisk karriär.